# Les Maîtres de la réno
 (décembre 2024).
Si vous disposez d'ouvrages ou d'articles de référence ou si vous connaissez des sites web de qualité traitant du thème abordé ici, merci de compléter l'article en donnant les références utiles à sa vérifiabilité et en les liant à la section « Notes et références ».
 (décembre 2024).
La mise en forme du texte ne suit pas les recommandations de Wikipédia : il faut le « wikifier ».
Les points d'amélioration suivants sont les cas les plus fréquents. Le détail des points à revoir est peut-être précisé sur la page de discussion.
- Les titres sont pré-formatés par le logiciel. Ils ne sont ni en capitales, ni en gras.
- Le texte ne doit pas être écrit en capitales (les noms de famille non plus), ni en gras, ni en italique, ni en « petit »…
- Le gras n'est utilisé que pour surligner le titre de l'article dans l'introduction, une seule fois.
- L'italique est rarement utilisé : mots en langue étrangère, titres d'œuvres, noms de bateaux, etc.
- Les citations ne sont pas en italique mais en corps de texte normal. Elles sont entourées par des guillemets français : « et ».
- Les listes à puces sont à éviter, des paragraphes rédigés étant largement préférés. Les tableaux sont à réserver à la présentation de données structurées (résultats, etc.).
- Les appels de note de bas de page (petits chiffres en exposant, introduits par l'outil «  Source ») sont à placer entre la fin de phrase et le point final[comme ça].
- Les liens internes (vers d'autres articles de Wikipédia) sont à choisir avec parcimonie. Créez des liens vers des articles approfondissant le sujet. Les termes génériques sans rapport avec le sujet sont à éviter, ainsi que les répétitions de liens vers un même terme.
- Les liens externes sont à placer uniquement dans une section « Liens externes », à la fin de l'article. Ces liens sont à choisir avec parcimonie suivant les règles définies. Si un lien sert de source à l'article, son insertion dans le texte est à faire par les notes de bas de page.
- La présentation des références doit suivre les conventions bibliographiques. Il est recommandé d'utiliser les modèles {{Ouvrage}}, {{Chapitre}}, {{Article}}, {{Lien web}} et/ou {{Bibliographie}}. Le mode d'édition visuel peut mettre en forme automatiquement les références.
- Insérer une infobox (cadre d'informations à droite) n'est pas obligatoire pour parachever la mise en page.

Pour une aide détaillée, merci de consulter Aide:Wikification.
Si vous pensez que ces points ont été résolus, vous pouvez retirer ce bandeau et améliorer la mise en forme d'un autre article.
 (décembre 2024).
Les Maîtres de la réno (Masters of Flip en anglais) est une émission télévisée canadienne de téléréalité sur la rénovation de maisons (à l'instar de Les Rois de la réno) qui a été diffusée pour la première fois en 2015 sur W Network. La série est centrée sur Dave et Kortney Wilson, un couple canadien alors marié qui a déménagé à Nashville, Tennessee, pour poursuivre une carrière dans la musique country, et qui s'est ensuite tourné vers la rénovation et le vente de maisons après que leurs carrières musicales aient échouées.
Le couple est également apparu auparavant dans les émissions de téléréalité Meet the Wilsons et Kortney & Dave : By Request sur CMT et a servi de juges invités dans l'émission Game of Homes sur W Network.
Dès mi-2018, Masters of Flip est diffusée sur HGTV en Amérique du Nord, ainsi que dans de nombreux autres pays.
L'émission n'arrivera qu'en 2024 sur RMC Story.
La série s'est arrêtée après sa quatrième saison en 2019, les Wilson étant passés à la production et à l'animation de la nouvelle série Making it Home with Kortney and Dave.